# Making a Fire
Making a Fire is een nummer van de Amerikaanse rockband Foo Fighters uit 2021. Het is de vierde single van hun tiende studioalbum Medicine at Midnight.
De Britse producer Mark Ronson maakte een nieuwe versie van het nummer met een zomers geluid. Hij voegde er een kwartet aan toe dat achtergrondzang verleent. Eén van de leden van dit kwartet is Violet Grohl, de oudste dochter van frontman Dave Grohl. Grohl nam tijdens de opnames van Medicine at Midnight altijd een korte pauze om zijn dochter op te kunnen halen van school. Soms nam hij haar ook mee naar de studio. Op een moment dat Violet huiswerk aan het maken was, vroeg producer Greg Kurstin haar of ze mee wilde zingen op het nummer.
"Making a Fire" flopte in Amerika. De versie van Mark Ronson werd in Nederland wel een bescheiden succesje met een 21e positie in de Tipparade.